# Chico Landi
Francisco Sacco Landi, mieux connu sous le nom de Chico Landi, est un pilote automobile brésilien, né le 14 juillet 1907 à Sao Paulo et mort le 7 juin 1989 dans cette même ville. Il a participé à six Grands Prix entre 1951 et 1956 avec la Scuderia Ferrari puis avec Maserati et est l'un des premiers pilotes brésiliens à concourir en Europe. Au total, il a participé à des courses automobiles sur plus d'une trentaine d'années.

## Biographie

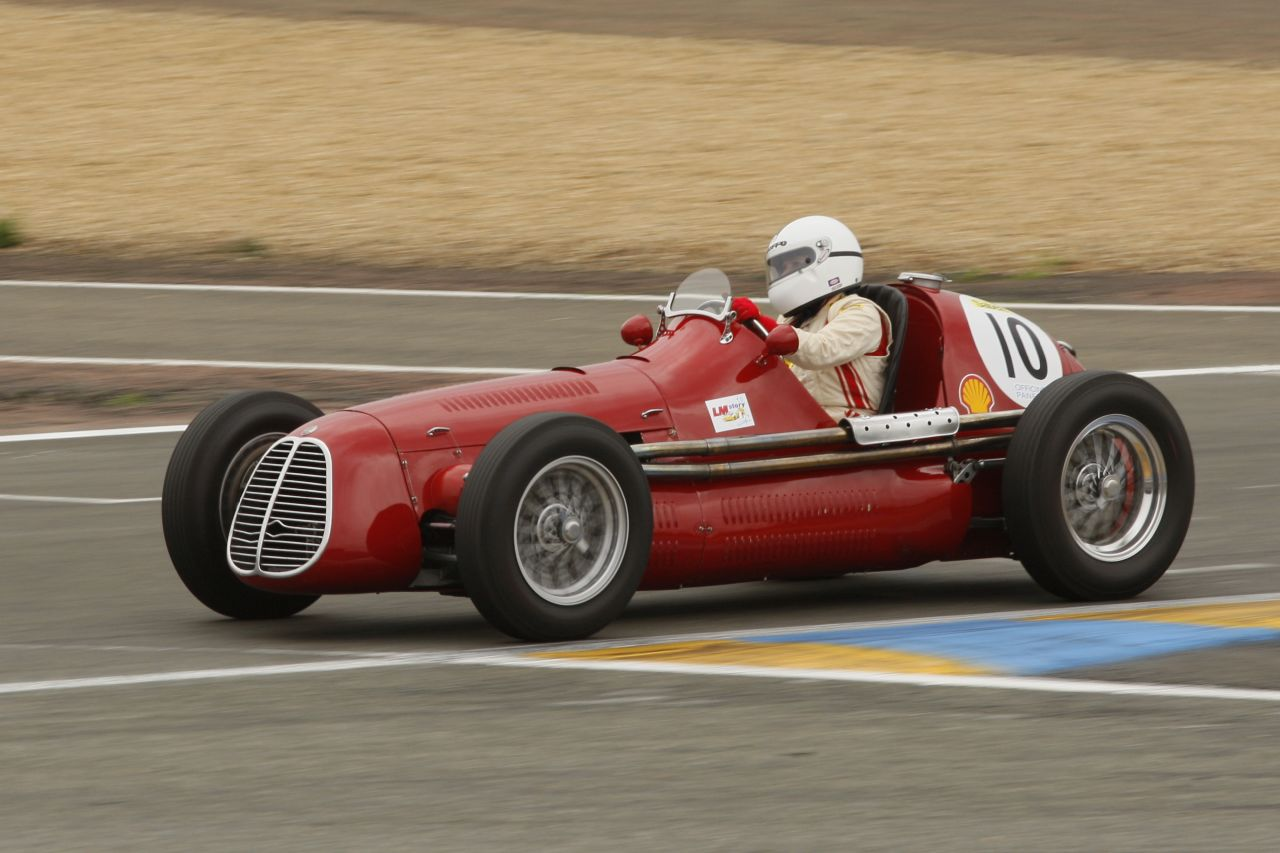
Landi possédait une Maserati A6GCM qu'il engageait à titre privé

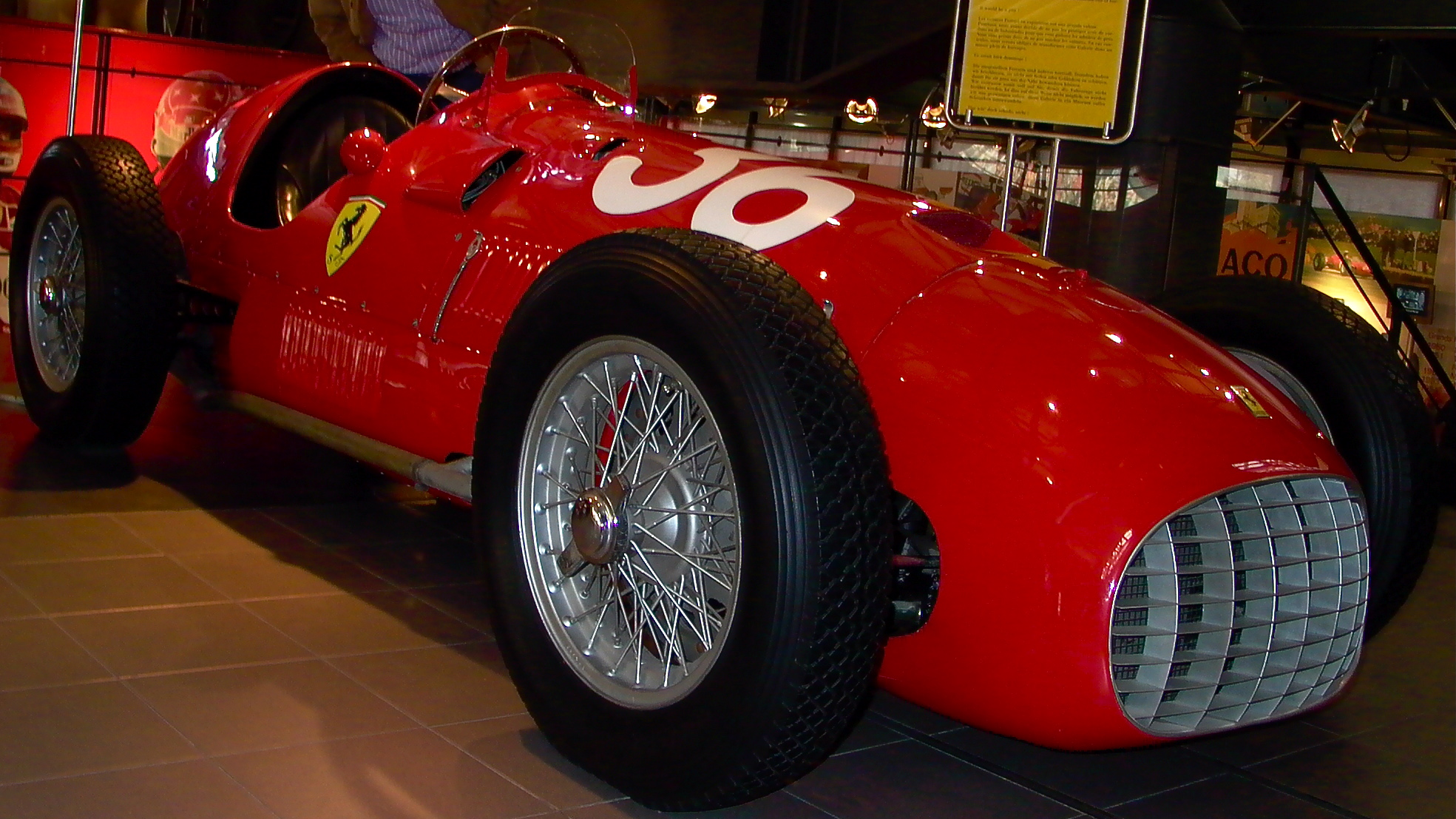
Landi débute en championnat du monde en 1951 sur Ferrari 375

Francisco Landi débute en compétition automobile en 1935 (participation notable aux 500 miles de Rafaela, sur Fiat, épreuve où il se représentera en 1937). 
Il gagne le Grand Prix automobile de Rio de Janeiro en 1941, 1947 et 1948 (pilote le plus titré de l'épreuve), ainsi que ceux de Gávea et de Boa Vista en 1946, et celui de São Paulo en 1947 (tous sur Alfa Romeo).
Après guerre, il commence ses activités en course en Europe durant la saison 1947, à l'occasion lors du Grand Prix de Bari qu'il court à titre privé, sur Maserati 4CL, et où sa prestation se solde par un abandon. En 1948 il intègre la Scuderia Milano, qui lui permet de disputer deux courses de Formule 1 hors-championnat sur Maserati 4CL. Il abandonne à deux reprises aux Grands Prix de San Remo et de Penya Rhin. 
Il débute en championnat du monde de Formule 1 au Grand Prix automobile d'Italie 1951 où, au volant d'une Ferrari 375 privée, il abandonne dès le départ sur rupture de transmission. Hors-championnat du monde, il pilote une Ferrari officielle au Grand Prix d'Albi mais abandonne encore. Toujours hors-championnat, la Scuderia Bandeirantes lui confie le volant d'une Maserati 4CLT/48 au Grand Prix de Bari où il abandonne à nouveau.
En 1952, il dispute deux épreuves de championnat du monde de Formule 1 au sein de la Scuderia Bandeirantes. Il doit partager sa Maserati A6GCM avec Jan Flinterman aux Pays-Bas. Le Néerlandais s'élance de la 15e position sur la grille de départ mais abandonne au 7e tour sur problème de différentiel, l'équipe décide alors d'arrêter Landi au 43e tour pour confier sa voiture à Flinterman qui finit la course neuvième, à sept tours du vainqueur Alberto Ascari. Lors du Grand Prix suivant, en Italie, il se classe huitième, à quatre tours du vainqueur Ascari. Hors-championnat, au volant de Ferrari 375 et de Maserati A6GCM, il dispute cinq épreuves hors-championnat pour le compte de la Scuderia Bandeirantes et se classe second des Grand Prix d'Albi et du Daily Mail Trophy.
En 1953, à titre privé, il prend part au Grand Prix de Suisse sur sa Maserati et abandonne en fin de course sur rupture de boîte de vitesses. En Italie, il abandonne en début de course sur casse de la transmission. Hors-championnat, toujours à titre privé, il dispute l'épreuve allemande Internationales ADAC Eifelrennen sur sa Maserati A6GCM et abandonne à nouveau.
En 1954, Landi ne prend que le départ du Grand Prix de Buenos Aires (disputé hors-championnat) avec sa Maserati privée, sans résultat, puis il ne prend le départ d'aucune aucune course en 1955. 
En 1956, il pilote une Maserati 250F officielle au Grand Prix de Buenos Aires (toujours hors-championnat) et dispute son dernier Grand Prix de championnat du monde de Formule 1 en tant que pilote officiel Maserati au Grand Prix d'Argentine 1956. Après 46 tours, alors qu'il est sixième, il laisse le volant de sa 250F à Gerino Gerini qui termine 4e position, ce qui permet aux pilotes de marquer 1,5 point chacun. 
Landi délaisse la Formule 1 à l'issue de la saison, pour diriger désormais un garage automobile. 
Il acquiert plusieurs succès en endurance au début des années 1960 sur le circuit d'Interlagos.
Il devient ensuite le directeur de ce même circuit jusqu'en 1985, et il décède en 1989 d'une crise cardiaque, à 81 ans.

## Résultats en championnat du monde de Formule 1
| Saison | Ecurie                                 | Châssis        | Moteur               | 1      | 2   | 3   | 4   | 5   | 6   | 7       | 8       | 9       | Classement au championnat | Points inscrits |
| ------ | -------------------------------------- | -------------- | -------------------- | ------ | --- | --- | --- | --- | --- | ------- | ------- | ------- | ------------------------- | --------------- |
| 1951   | Privé                                  | Ferrari 375/50 | Ferrari V12          | SUI    | 500 | BEL | FRA | GBR | GER | ITA Abd | ESP     |         | n.c.                      | 0               |
| 1952   | Escuderia Bandeirantes                 | Maserati A6GCM | Maserati 6 cylindres | SUI    | 500 | BEL | FRA | GBR | GER | NED 9*  | ITA 8   |         | n.c.                      | 0               |
| 1953   | Escuderia Bandeirantes Scuderia Milano | Maserati A6GCM | Maserati 6 cylindres | ARG    | 500 | NED | BEL | FRA | GBR | GER     | SUI Abd | ITA Abd | n.c.                      | 0               |
| 1956   | Officine Alfieri Maserati              | Maserati 250F  | Maserati 6 cylindres | ARG 4* | MON | 500 | BEL | FRA | GBR | GER     | ITA     |         | 25e                       | 1,5             |

* voiture partagée.

## Victoires Sport notables[1]
- Boa Vista 1950 (Ferrari 125 C);
- Grand Prix d'Interlagos Formule libre 1950 et 1951 (Ferrari 125 C);
- Grand Prix de Sao Paulo 1951 (Ferrari 125 C);
- Grand Prix de Bari 1952 (Ferrari 225 S);
- Grand Prix de Bahia 1954 (Ferrari 250 MM);
- Mil Milhas Brasileiras 1960 (F.N.M. JK 2000, avec Heins);
- 24 Heures d'Interlagos 1961 (F.N.M. JK 2000, avec Heins);
- 12 Heures d'Interlagos 1962 (F.N.M. JK 2000, avec Cristófaro);
- 1 500 kilomètres d'Interlagos 1963 (Willys, avec Fernandes);
- 6 Heures d'Interlagos 1964 (Porsche, avec Fernandes);
- 500 kilomètres de Porto Alegre 1968 (BMW 2000, avec Balder).

## Autre
- Barra da Tijuca 1964 (Volkswagen Karmann Ghia).